# Eddie Murray (giocatore di baseball)
Eddie Clarence Murray, soprannominato "Steady Eddie" (Los Angeles, 24 febbraio 1956), è un giocatore di baseball statunitense che ha giocato nel ruolo di prima base nella Major League Baseball (MLB). È stato introdotto nella National Baseball Hall of Fame nel 2003.

## Carriera
Murray fu scelto dai Baltimore Orioles nel terzo giro draft amatoriale 1973 ed ebbe diverse stagioni di successo nelle minor league. Debuttò nelle major league il 7 aprile 1977 e disputò 160 gare nella sua prima stagione, venendo premiato come Rookie dell'anno dell'American League dopo che terminò con una media battuta di .283, con 27 fuoricampo 88 punti battuti a casa (RBI).

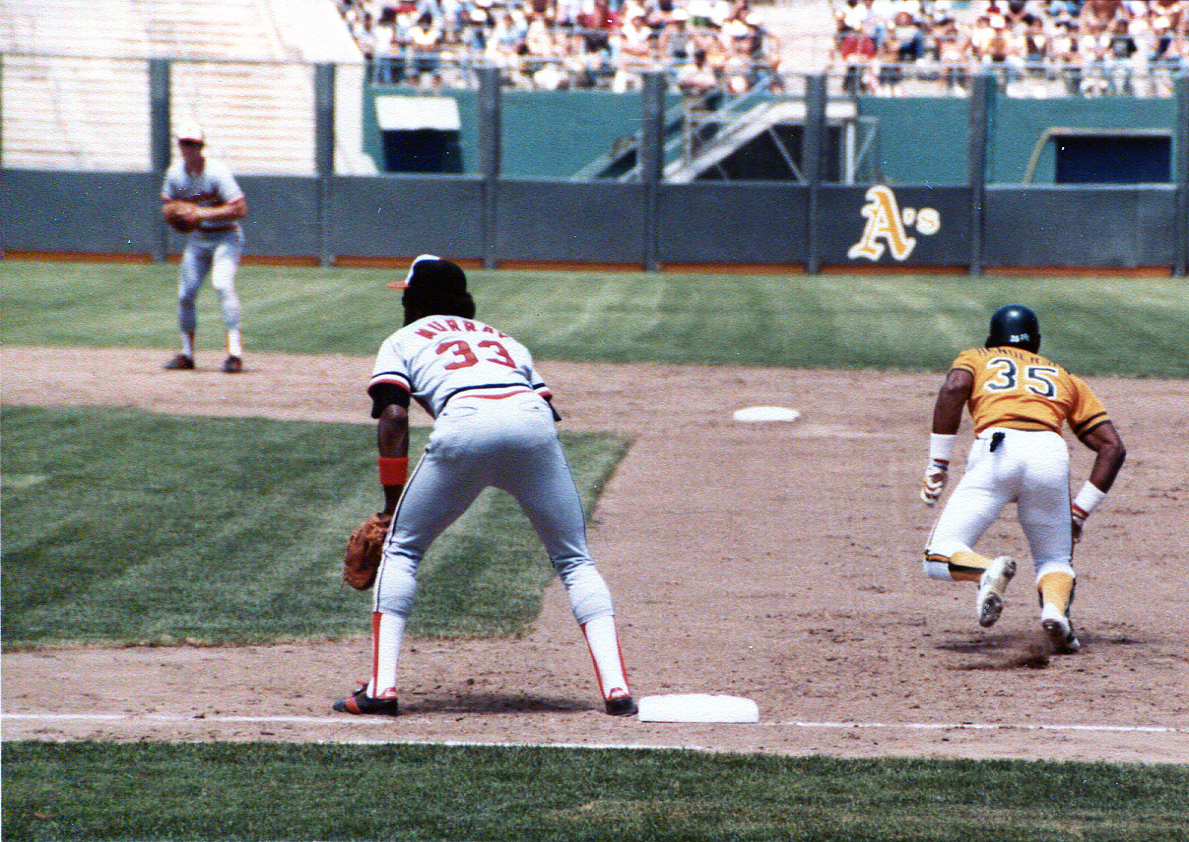
Eddie Murray (sinistra) nel 1983

Con gli Orioles dal 1977 al 1988, Murray mantenne una media di 28 fuoricampo e 99 RBI, diventando un candidato perenne al titolo di MVP, finendo due volte secondo nelle votazioni. La sua miglior stagione fu nel 1983 quando batté con .306, con 110 RBI e un primato in carriera di 33 home run. Gli Orioles si qualificarono due volte ai playoff, nel 1979 e 1983, vincendo le World Series nella seconda occasione. Vinse il Guanto d'oro in tre occasioni consecutive dal 1982 1984. La stretta amicizia di Murray con il compagno agli Orioles Cal Ripken, Jr. fu all'epoca molto pubblicizzata a Baltimora.
Il 4 dicembre 1988, Murray fu scambiato con i Los Angeles Dodgers, dove visse altre tre stagioni di successo. Seguirono tre annate ai New York Mets prima di passare ai Cleveland Indians, con cui, il 30 giugno 1995, raggiunse le 3000 valide in carriera. Con essi quell'anno tornò a disputare le World Series, perdendo contro gli Atlanta Braves. Murray passò le ultime stagioni della carriera di nuovo con i Baltimore Orioles (1996), gli Anaheim Angels (1997) e ancora con i Los Angeles Dodgers (1997). Il 6 settembre 1996, con la maglia di Baltimora, batté il suo 500º fuoricampo in carriera. Murray è uno dei soli cinque giocatori, con Hank Aaron, Willie Mays, Rafael Palmeiro e Alex Rodriguez ad avere battuto 500 home run e 3.000 valide. Nel 1999, The Sporting News lo inserì al 77º posto nella classifica dei migliori cento giocatori di tutti i tempi.

## Palmarès

### Club
- World Series: 1

Batimore Orioles: 1983

### Individuale
- MLB All-Star: 8

1978, 1981–1986, 1991
- Guanti d'oro: 3

1982–1984
- Silver Slugger Award: 3

1983, 1984, 1990
- Rookie dell'anno dell'American League - 1977
- Leader dell'American League in fuoricampo: 1

1981
- Leader dell'American League in punti battuti a casa: 1

1981
- Numero 33 ritirato dai Baltimore Orioles
- Club delle 3000 valide